# Paxilá Antioquía
Paxilá Antioquía är en ort i Mexiko.   Den ligger i kommunen Chilón och delstaten Chiapas, i den sydöstra delen av landet, 800 km öster om huvudstaden Mexico City. Paxilá Antioquía ligger 574 meter över havet och antalet invånare är 151.
Terrängen runt Paxilá Antioquía är huvudsakligen lite bergig. Paxilá Antioquía ligger nere i en dal. Runt Paxilá Antioquía är det ganska glesbefolkat, med 43 invånare per kvadratkilometer. Närmaste större samhälle är Jol Hic'Batil, 2,5 km nordost om Paxilá Antioquía. I omgivningarna runt Paxilá Antioquía växer i huvudsak städsegrön lövskog.